# 約翰書信

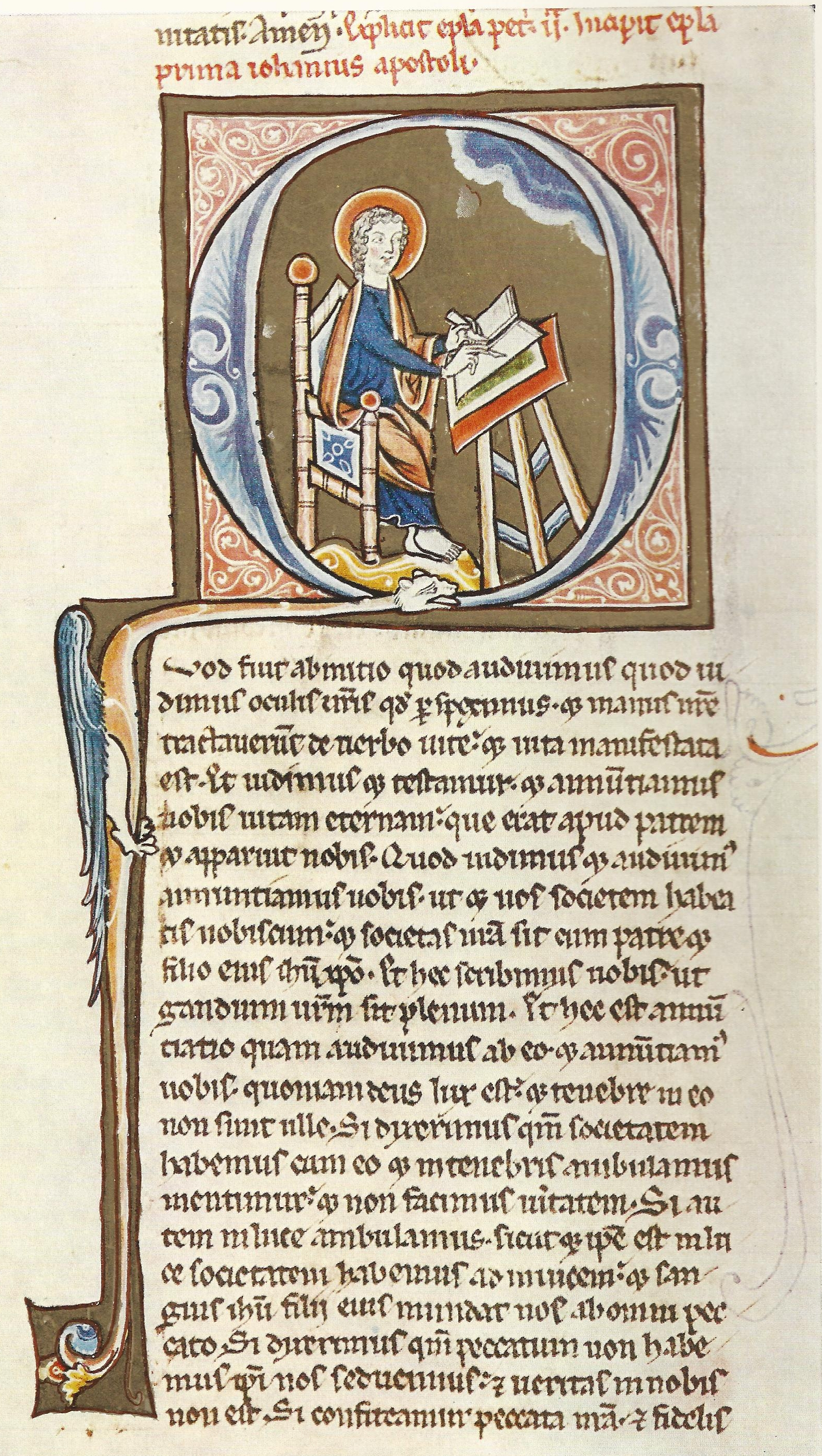
13世紀的武加大抄本，其中有描繪約翰在寫約翰一書

《約翰書信》（Johannine epistles）是新約聖經中的三卷書：《約翰一書》、《約翰二書》和《約翰三書》，是大公書信中的一部份。一般認為是在公元85年至100年之間寫成 。傳統上認為這三卷書信是使徒約翰所寫。近代大部份學者同意這三卷書是同一位作者所寫，但對於作者是誰仍有爭議。

## 約翰一書
這一封書信和其他二封不同，這一封比較像是講道，要強化讀者對耶穌的信心，讓讀者瞭解為何神的兒子這麼偉大的身份，仍需要有肉體的生命以及肉體的痛苦死亡。

## 約翰二書
約翰二書是一封較短的書信，其中有提到，這是長老寫給某一個他所愛的婦人以及其兒女的書信。在信中，約翰警告不要開放家庭給假教師，並且要大家遵行真理。

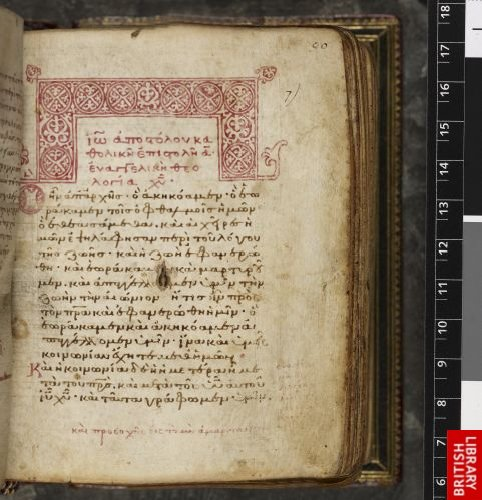
約翰一書

## 約翰三書
約翰二書也是較短的書信，其中有提到寫信者自稱長老，稱為收信者該猶是「他誠人所愛的」。其中有提到丟特腓不接待使徒，把接待使徒的人趕出教會。一般認為這封信是由信中提到的另一個人，低米丟，所送去的。